# Acrotritia sterigma
Acrotritia sterigma är en kvalsterart som först beskrevs av Wojciech Niedbała 1998.  Acrotritia sterigma ingår i släktet Acrotritia och familjen Euphthiracaridae. Inga underarter finns listade i Catalogue of Life.